# Sík Ferenc-emlékgyűrű
A Sík Ferenc-emlékgyűrűt 1996 óta osztják ki, a Nemzeti Színház korán elhunyt Kossuth-díjas művésze emlékére. Az emlékgyűrűt a Sík Ferenc Alapítvány hozta létre. Utoljára 2009-ben adták át.
A díjat minden évben a Nemzeti, majd 2001-től a Pesti Magyar Színház művészei nyerhették el, a társulat tagjainak titkos szavazatai alapján. Az emlékgyűrűt annak a társulati tagnak ítélhették oda, aki az elmúlt évad során kimagasló teljesítményt nyújtott. Az emlékgyűrűt az évadzáró társulati ülésen a színház igazgatója adta át. Kaphatta színész, rendező, tervező.
2002-ben, 2007-ben és 2009-ben különdíjat, Sík Ferenc-emlékplakettet is átnyújtottak, melyet az alapítvány kuratóriuma ítélt oda.

## Díjazottak
- 2009 – Tóth Éva
emlékplakett: Szélyes Imre
- 2008 – Csurka László
- 2007 – Soltész Erzsébet
emlékplakett: Botár Endre
- 2006 – Béres Ilona
- 2005 – ifj. Jászai László
- 2004 – Kubik Anna
- 2003 – Bede-Fazekas Szabolcs
- 2002 – Őze Áron
emlékplakett: Szakácsi Sándor
- 2001 – Moór Marianna
- 2000 – Varga Mária
- 1999 – Csernus Mariann
- 1998 – Sinkovits Imre
- 1997 – Fülöp Zsigmond
- 1996 – Agárdy Gábor